# 杉山優斗
杉山 優斗（すぎやま まさと、3月18日 - ）は、日本の男性声優。埼玉県出身。青二プロダクション所属。

## 略歴
声優に興味を持ったきっかけは、幼少期に観ていた『ドラゴンボール』で、声を通して現実ではない世界観に入れることにとても魅力を感じていた。芝居の勉強をしていくうちに「自分のやりたい事はこれかもしれない」と思ったことから声優になることを決めたという。
芝居の勉強では、初めは朗読劇を中心としており、完全に自己流のイメージやテンポで行っていた。職業としての声優は朗読劇とはまた違ったテクニックが必要だったこともあり、そのことに驚き、「その表現手段に合った技術や求められる事がいろいろある」、「広い世界だな」と感じていたという。

## 人物
杉山は「悪役を演じたい」という欲があり悪役が好きだといい、声質から人間ではなく、小動物など人ではない存在も演じるのは楽しくて好きだという。
趣味は水泳、バスケ、ゲーム(RPG)、YouTubeを見ること（ゲーム実況）。特技は水泳（スイミングクラブ内背泳ぎ 学生部門記録保持）、魚の三枚おろし。
資格は情報処理技能検定3級、普通自動車運転免許。

## 出演
太字はメインキャラクター。

### テレビアニメ
2022年
- デジモンゴーストゲーム（2022年 - 2023年、社員、河童愛好家、研究員）

2023年
- 逃走中 グレートミッション（2023年 - 2025年、隊員、警備兵、取り巻き、兵士）
- ちびまる子ちゃん（じいさんA）
- オーバーテイク!（ベルソリーゾピットクルー）
- 陰の実力者になりたくて! 2nd season（市民）

2024年
- カードファイト!! ヴァンガード Divinez（男子生徒）
- WIND BREAKER
- JOCHUM（チュララ）
- 魔王軍最強の魔術師は人間だった（司会者）
- SHY 東京奪還編
- デリコズ・ナーサリー（住民）
- ダンジョンに出会いを求めるのは間違っているだろうかV 豊穣の女神篇（フレイヤ・ファミリア、通告人）

2025年
- ドラゴンボールDAIMA（コンビニ店員）
- SAKAMOTO DAYS（店員）
- アオのハコ（部員）
- ヴィジランテ-僕のヒーローアカデミア ILLEGALS-（市民、組員、MAD HATTERヒロト、スタッフ、オペレーター）
- 紫雲寺家の子供たち（通行人B）
- 炎炎ノ消防隊 参ノ章（商人、住民）
- クレバテス-魔獣の王と赤子と屍の勇者-（山賊）

### Webアニメ
- 相葉蕉の湖池屋SDGs劇場 サスとテナ（ヌマー、市民 他）
- ヤミカラスと真夜中のぼうけん（2025年、ニャース[13]）
- 恋するワンピース（2025年、生徒C[初出 11]、生徒たち[初出 11]、人々[初出 17]）

### ゲーム
- エレメンタルストーリーワールド（2024年、ビッグバッドウルフ）
- ORE'N（2024年、塞神クナト）
- ドラゴンボールZ カカロット（2025年）

### ドラマCD
- マクロスFのディスコグラフィ 『マクロスF オールタイムベストアルバム「娘々グレイテスト☆ヒッツ！」』「デカルチャー歌合戦」（2025年、カラオケ屋店員）

### オーディオドラマ
- 青山二丁目劇場 -神様オーディション-（2023年、黒井）
- むかば図書館 掃除屋コガネ郎（2023年、コガネ郎）

### テレビドラマ
- 119エマージェンシーコール（2025年、通報者[14]）

### 映画
- はたらく細胞（2024年、スギ花粉、細菌、赤血球 他[15]）

### ナレーション
- 世界の何だコレ!?ミステリー（2023年 - 2025年、フジテレビ）
- パチンコドラフトバトル!!〜最も強運なのは誰!?〜（2023年、AbemaTV）
- まんが未知（2023年 - 2024年、朝日放送テレビ）
- あなたの代わりに見てきます!リア突WEST.（2023年 - 2025年、朝日放送テレビ）
- 究極の決断グルメショー 肉vs魚！（2024年、TBS）
- デカ盛りハンター（2024年 - 2025年、テレ東）
- 時光代理人 -LINK CLICK- 第1期総集編（2024年、フジテレビ）
- それSnow Manにやらせて下さい（2024年、TBS）
- 世界まる見え!テレビ特捜部（2024年 - 2025年、日本テレビ）
- ブラスト！この夏一番熱いエンタメがここに！ファン＆キャストと見どころ徹底解剖SP（2024年、フジテレビ）
- ラヴィット!（2024年 - 2025年、TBS、ガガンモの声）

### 初出話一覧
1. 1 2  第61話初出
2. ↑  第36話初出
3. ↑  第52話初出
4. 1 2  第87話初出
5. ↑  第4話初出
6. ↑  第41話初出
7. ↑  第89話初出
8. ↑  第1409話初出
9. 1 2  第8話初出
10. 1 2 3  第11話初出
11. 1 2 3 4 5 6 7  第1話初出
12. ↑  第10話初出
13. ↑  第22話初出
14. 1 2  第6話初出
15. ↑  第3話初出
16. ↑  第14話初出
17. 1 2 3 4  第2話初出
18. ↑  第18話初出
19. ↑  第12話初出
20. ↑  第13話初出